# Neptosternus rotroui
Neptosternus rotroui là một loài bọ cánh cứng trong họ Bọ nước. Loài này được Pic mô tả khoa học năm 1924.